# Đông Quang
Đông Quang là một phường thuộc tỉnh Thanh Hóa, Việt Nam.
Được thành lập ngày 16 tháng 6 năm 2025 trên cơ sở các xã, phường phía tây nam của thành phố Thanh Hóa, phường Đông Quang chính thức hoạt động từ ngày 1 tháng 7 năm 2025.

## Địa lý
Phường Đông Quang nằm ở trung tâm vùng đồng bằng phía đông của tỉnh Thanh Hóa, có vị trí địa lý:
- Phía bắc giáp phường Đông Sơn
- Phía đông giáp các phường Hạc Thành, Quảng Phú
- Phía nam giáp các xã Quảng Yên, Trung Chính
- Phía tây giáp xã Đồng Tiến.

Phường Đông Quang có diện tích tự nhiên 48,60 km², quy mô dân số năm 2024 là 61.214 người, mật độ dân số đạt 1.260 người/km².

## Lịch sử
Địa giới hành chính phường Đông Quang trước đây vốn là các xã, phường nằm về phía tây nam của thành phố Thanh Hóa.
Ngày 16 tháng 6 năm 2025, thành phố Thanh Hóa bị giải thể do bỏ cấp huyện; phường Đông Quang được thành lập theo Nghị quyết số 1686/NQ-UBTVQH15 của Ủy ban Thường vụ Quốc hội trên cơ sở sáp nhập diện tích tự nhiên và quy mô dân số của:
- Toàn bộ phường Quảng Thắng
- Toàn bộ 6 xã: Đông Vinh, Đông Quang, Đông Yên, Đông Văn, Đông Phú, Đông Nam
- Phần lớn phường An Hưng (sau khi sáp nhập vào phường Hạc Thành khu vực phía đông đường sắt Bắc – Nam, phía đông bắc sông Nhà Lê và phía bắc kênh Vinh của tổ dân phố Thắng Sơn).

Phường này chính thức hoạt động từ ngày 1 tháng 7 năm 2025, là đơn vị hành chính trực thuộc tỉnh Thanh Hóa.

## Hành chính
Phường Đông Quang có 54 tổ chức tự quản. Dưới đây là danh sách các tổ chức tự quản theo địa giới từng xã, phường cũ:
| Mã    | Tên xã/phường | Hành chính    | Hành chính                                                                                             |
| Mã    | Tên xã/phường | Số lượng      | Danh sách                                                                                              |
| ----- | ------------- | ------------- | --- |
| 14803 | Quảng Thắng   | 8 phố         | Hải Thượng Lãn Ông, Phù Lưu 1, Phù Lưu 2, Vệ Yên 1, Vệ Yên 2, Vệ Yên 3, Vệ Yên 4, Yên Biên             |
| 16393 | Đông Yên      | 7 thôn        | Yên Bằng, Yên Cẩm 1, Yên Cẩm 2, Yên Doãn 1, Yên Doãn 2, Yên Thành, Yên Trường                          |
| 16417 | Đông Văn      | 7 thôn        | Văn Bắc, Văn Châu, Văn Đoài, Văn Nam, Văn Thắng, Văn Thịnh, Văn Trung                                  |
| 16420 | Đông Phú      | 4 thôn        | Chiếu Thượng, Hoàng Thịnh, Hoàng Văn, Phú Bình                                                         |
| 16423 | Đông Nam      | 6 thôn        | Hạnh Phúc Đoàn, Mai Chữ, Phú Yên, Sơn Lương, Tân Chính, Thành Vinh                                     |
| 16426 | Đông Quang    | 6 thôn        | Minh Thành, Văn Ba, thôn 1 Đức Thắng, thôn 1 Thịnh Trị, thôn 2 Thịnh Trị, thôn 3 Thịnh Trị             |
| 16429 | Đông Vinh     | 5 thôn        | Đa Sỹ, Đồng Cao, Tam Thọ, Văn Khê, Văn Vật                                                             |
| 16435 | An Hưng       | 11 tổ dân phố | Bắc Sơn, Cao Sơn, Nam Hưng, Nam Sơn, Quan Sơn, Quang, Son Toản, Tân Sơn, Tây Sơn, Trần Hưng, Trung Sơn |

## Xã Đông Quang trước 16/6/2025

### Địa lý
Xã Đông Quang nằm ở phía tây nam thành phố Thanh Hóa, có vị trí địa lý:
- Phía đông giáp xã Đông Vinh
- Phía tây giáp các xã Đông Phú, Đông Nam
- Phía nam giáp xã Đông Vinh, Đông Nam
- Phía bắc giáp phường An Hưng và xã Đông Văn.

Xã Đông Quang có diện tích tự nhiên 7,40 km², quy mô dân số năm 2022 là 6.218 người, mật độ dân số đạt 840 người/km². Dân cư sinh sống tại Đông Quang chủ yếu là người Kinh.

### Lịch sử
Thời Nhà Nguyễn, xã Đông Quang thuộc tổng Quang Chiếu, huyện Đông Sơn, phủ Thiệu Hóa, gồm các thôn: Văn Ba, Đồng Đức (thuộc xã Quảng Chiếu), Thịnh Trị, Đôi Dọ, Quang Vinh và Thạch Thất. Tên gọi xã Đông Quang có từ năm 1953.
Ngày 5 tháng 7 năm 1977, nhập 16 xã hữu ngạn sông Chu thuộc huyện Thiệu Hóa với huyện Đông Sơn thành huyện Đông Thiệu, xã Đông Quang thuộc huyện Đông Thiệu. Đến ngày 30 tháng 8 năm 1982, xã trở lại thuộc huyện Đông Sơn do huyện Đông Thiệu đổi tên thành.
Năm 2018, xã Đông Quang có 12 thôn. Ngày 11 tháng 7 cùng năm, Hội đồng nhân dân tỉnh Thanh Hóa khóa XVII thông qua Nghị quyết về việc sắp xếp thôn, tổ dân phố trên địa bàn tỉnh. Theo đó:
- Nhập thôn 1 Quang Vinh và thôn 2 Quang Vinh thành thôn 1 Thịnh Trị
- Nhập thôn 3 Quang Vinh, thôn 4 Quang Vinh và thôn 5 Quang Vinh thành thôn 2 Thịnh Trị
- Nhập thôn 6 Quang Vinh và thôn 7 Quang Vinh thành thôn 3 Thịnh Trị
- Nhập thôn 2 Đức Thắng, thôn 3 Đức Thắng và thôn 4 Đức Thắng thành thôn Văn Ba.

Sau sắp xếp, xã Đông Quang có 6 thôn.
Ngày 24 tháng 10 năm 2024, Ủy ban Thường vụ Quốc hội thông qua Nghị quyết số 1238/NQ-UBTVQH15 (có hiệu lực từ ngày 1 tháng 1 năm 2025). Theo đó, sáp nhập toàn bộ huyện Đông Sơn vào thành phố Thanh Hóa, xã Đông Quang thuộc thành phố Thanh Hóa.

### Hành chính
Xã Đông Quang được chia thành 6 thôn: Minh Thành, Văn Ba, thôn 1 Đức Thắng, thôn 1 Thịnh Trị, thôn 2 Thịnh Trị, thôn 3 Thịnh Trị.

### Di tích
- Nghè Vinh thờ Lê Hoàn
- Đình làng Minh Thành thờ Thần Cao Sơn Đại Vương.[10]